# 劉別得
刘别得（?—?），東漢漢章帝長子清河王劉慶之女，漢安帝之妹。
建光元年（121年）四月丁巳，漢安帝册封妹妹劉别得為舞陰長公主。劉别得嫁给了高密侯鄧裦。鄧裦是開國功臣鄧禹的玄孫，鄧乾和沁水公主的孫子，漢桓帝擔任少府。
長子鄧某嗣位，少子鄧昌襲母爵為舞陰侯，拜黄門侍郎。